# Turdetaniak

Becsült terület, ahol a turdetani nép élt

Nyelvi területek Iberiában kb. Kr. e. 300

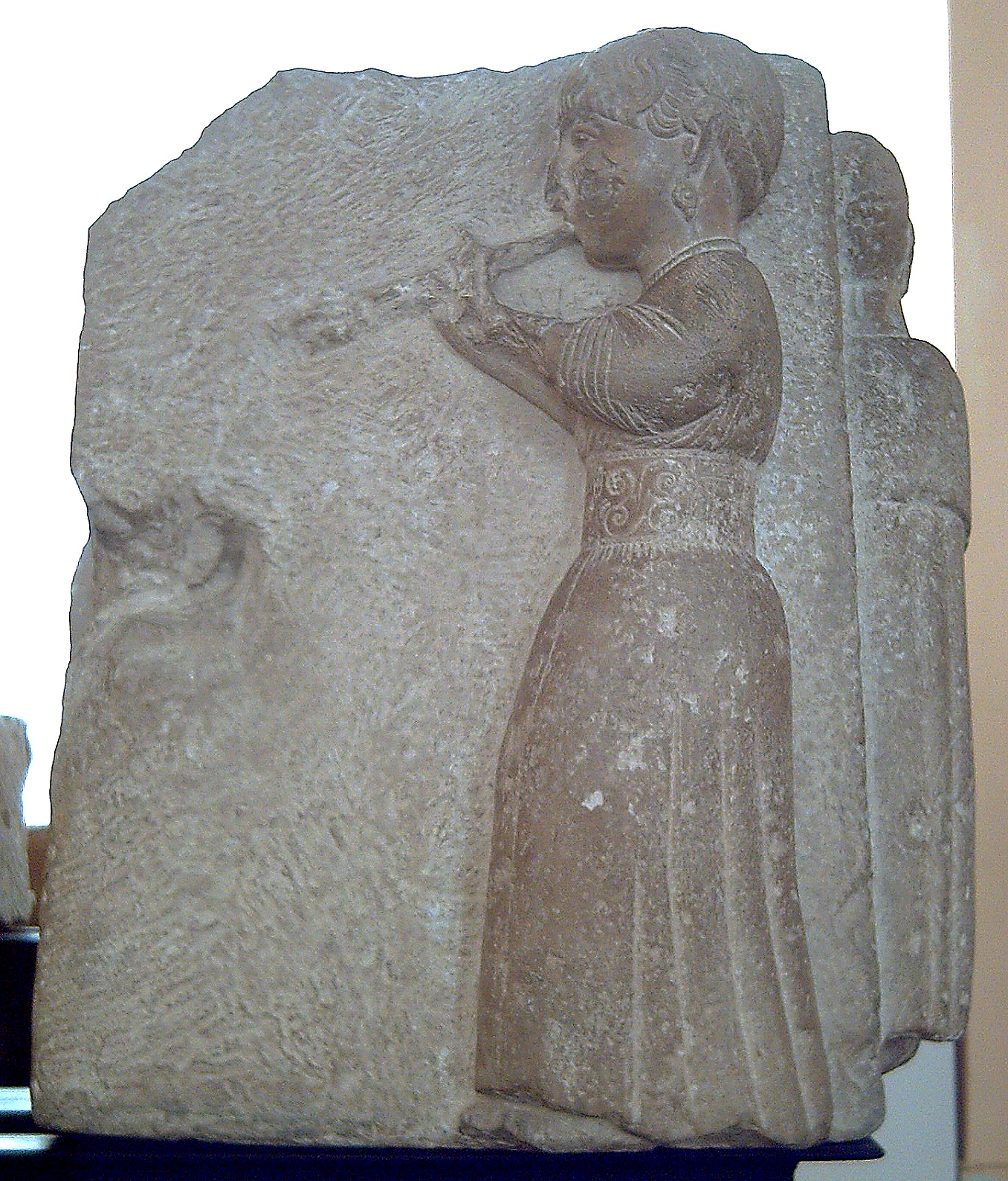
Egy Auletris (Auloszon játszó nő) domborműje. Ősi Ibériai mű, melyet mészkőből készítettek Kr. e. III. század végén vagy Kr. e. II. század elején

A turdetaniak egy ősi, Római-kor előtti nép volt. Az Ibériai-félszigeten, a Guadalquivir-völgyben éltek. Titus Livius A római nép története a város alapításától 28. könyve szerint az őshonos turdetaniak két néven nevezték a folyót: Kertis (vagy Certis) és Rérkēs (Ρέρκης). A folyó római neve Baetis volt. Ez a terület lett később Hispania Baetica (a mai Andalúzia Spanyolországban). Sztrabón szerint ők voltak  Tartesszosz leszármazottai, és a tartesszoszi nyelvhez közeli rokon nyelvet beszéltek. Ez a terület lett később Hispania Baetica (a mai Andalúzia Spanyolországban).

## Történelem
A turdetani nép állandó kapcsolatban volt a görög, illetve karthágói szomszédaival. Hérodotosz írásai szerint Argantoniosz király civilizáltan uralkodott fölöttük. Argantoniosz király szívesen fogadta a föníciai gyarmatosítókat a Kr. e. 5. században. A turdetani népről azt mondják, hogy volt írott törvénykönyvük, és zsoldosokat fizetett a Róma elleni csatában. Sztrabón azt írja, hogy a turdetani volt a legcivilizáltabb nép az Ibériai-félszigeten. A rendezett, városias kultúrájuk hasonlított a görög-római modellhez. A második pun háború után, Kr. e. 197-ben a turdetaniak fellázadtak a római kormányzójuk ellen. Amikor Kr. e. 195-ben Marcus Porcius Cato Maior lett a konzul, ő parancsolt egész Hispániának. Cato első dolga volt, hogy elnyomja a lázadást északkeleten, majd délen a turdetani néppel szemben. Ők voltak a legkevésbé harcias törzs a hispániai törzsek között. Cato vissza tudott térni Rómába 194-ben; a két provinciában két pretort hagyott.
Plautus A foglyok című vígjátékában megjelennek a turdetaniak (első felvonás, 2. jelenet). E szerint az ő lakóhelyük (Hispánia Baetica) a római konyhákra szállított rigókról és egyéb apró madarakról lett híres. A rigók nemzetségének neve (Turdus) innen származik.